# Grimston (York)
Grimston – osada w Anglii, w North Yorkshire, w dystrykcie (unitary authority) York, w civil parish Dunnington. W 1931 roku civil parish liczyła 66 mieszkańców. Grimston jest wspomniana w Domesday Book (1086) jako Grimeston/Grimestone.